# Cryptocarya microneura
Cryptocarya microneura är en lagerväxtart som beskrevs av Carl Daniel Friedrich Meisner. Cryptocarya microneura ingår i släktet Cryptocarya och familjen lagerväxter. Inga underarter finns listade i Catalogue of Life.